# Orientierungs- und Mobilitätstraining
Das Orientierungs- und Mobilitätstraining (O&M) ist ein Schulungsprogramm, das Menschen, die blind oder sehbehindert sind, ermöglicht oder hilft, sicher, selbständig und effektiv mobil und orientiert zu sein; es wird in der Regel mit dem Weißen Langstock durchgeführt. Da das Recht auf Mobilität zu den Grundrechten gezählt wird, darf dieses Schulungsprogramm Menschen mit einer Sehbehinderung nicht vorenthalten werden.

## Geschichte
Der Begriff ist hergeleitet aus dem Englischen „Orientation and Mobility“. Die Tendenz, visuell beeinträchtigte Menschen (wieder) mobil zu machen, beziehungsweise den Unterricht mit einem Langstock zu systematisieren, begann während des Zweiten Weltkrieges in den USA durch Richard Edwin Hoover. Mitgewirkt dabei haben Russ Williams und Warren Bledsoe.
Es gibt allerdings Hinweise darauf, dass schon im 19. Jahrhundert in einzelnen Blindenschulen Schüler im Umgang mit einem hölzernen Stock oder Stab instruiert worden sind, aber nur bedingt sicher in der Handhabung des Stockes wurden; vor allem nicht so sicher, wie das seit der Motorisierung des Straßenverkehrs geboten ist. Guilly d’Herbemont hatte daher den Einfall, die (Polizei-)Farbe Weiß als Signalfarbe zu verwenden, um Chauffeure auf Blinde Fußgänger aufmerksam zu machen. Am 7. Februar 1931 präsentierte sie im Beisein mehrerer französischer Minister einen solchen Prototyp in Paris der Öffentlichkeit.
Während des Zweiten Weltkrieges wurden zahlreiche Soldaten im Zuge von Kampfhandlungen an den Augen verletzt, viele davon erblindeten. Diese behandelte man in den USA zuerst im Valley Forge General Hospital und im Dibble General Hospital medizinisch, anschließend wurden sie zur Rehabilitation nach Avon (Connecticut) überstellt. In Avon hatte es schon länger Orientierungs-Unterricht gegeben, in dem den Schulungsteilnehmern gelehrt wurde, auf die Umwelt angemessen zu reagieren: mithilfe der Echolokation Hindernisse zu erkennen, die Oberflächenbeschaffenheit des Bodenbelages zu beachten und die Raumaufteilung und wegweisende markante Punkte zu verinnerlichen. Die Verwendung eines Stockes war verboten. Hoover und Bledsoe hatten selber schon Vorstudien zur Echolokation von Hindernissen gemacht, mussten aber feststellen, dass Echolokation nicht genügte. Echolokation und auch entsprechende heutige technische Hilfsmittel liefern vor allem keine Informationen über gefährliche Löcher im Boden oder über Treppenabgänge. Ein Stock war somit irgendwie auch notwendig. Daraufhin entwickelte Hoover zusammen mit blinden, aber körperlich robusten Soldaten eine möglichst effektive und sichere Stock-Technik. Nach Fehlschlägen konnte er feststellen, dass ein leichter bis zum Brustbein reichender Stock, der vor den Beinen hin und her schwang, die probateste Technik wäre. Diese Hoover-Langstock-Technik wurde dann Tipp-Stock-Technik genannt und revolutionierte die sichere, unabhängige und selbständige Bewegungsfreiheit von Menschen, die blind oder sehbehindert sind.

## Definition
Orientierung und Mobilität (O&M) beinhaltet das Unterrichten eines visuell behinderten Menschen, sich sicher und effektiv von einem Punkt der Umwelt zu einem anderen gewünschten zu bewegen. Eine Definition von Orientierung lautet: „Orientierung ist der kognitive Prozess beim Gebrauch der Sinne, mit denen man seine eigene Position bestimmen und in Beziehung zu anderen Objekte seiner Umwelt setzen kann“, und Mobilität ist: „die Fähigkeit, von seiner Position aus sicher zu einem, in einer anderen Umgebung gelegenen, Ziel zu kommen“. Einfacher ausgedrückt herauszufinden wo man ist und wo das Ziel liegt (=Orientierung), und dieses Ziel sicher und ohne Umstände zu erreichen (=Mobilität).

## O&M-Unterricht
Da Orientierung und Mobilität zu den Kulturtechniken zählen, werden diese sowohl in Schulen für Kinder, die sehbehindert oder blind sind, als auch in der sog. Inklusion unterrichtet. Für Späterblindete gibt es davon abweichende individuelle Konzepte. Dabei werden ungefähr 80 % der Unterrichtszeit in die Schulung der Orientierung investiert. Um eine angemessene Orientierungsfähigkeit aufzubauen, müssen insbesondere vier Bereiche entwickelt sein oder werden: 1. ein Körper-Konzept, 2. ein Umwelt-Konzept, 3. eine Vorstellung von der Beziehung zwischen Körper und Umwelt, und 4. eine Vorstellung von einer Beziehung zwischen zwei Umgebungen. Kurz: Der Schüler muss einen Sinn für die Proportionen in der nahen und fernen Umgebung haben. Bei später Erblindeten sind diese Konzepte meist vorhanden, bei einem Menschen, der blind geboren oder sehr früh erblindet ist, müssen diese gezielt gefördert, und im Rahmen der Begriffsbildung erworben werden. Konkret kommt dem (spielerischen) Ertasten von Gegenständen Bedeutung zu. Große Objekte können dabei, wenn überhaupt, nur durch eine Serie von Tastvorgängen erfasst und vergrifflicht werden. Bei der Orientierungs- und Mobilitätserziehung spielen später insbesondere Begriffe aus der Architektur und der Raumplanung bzw. Stadtplanung eine zentrale Rolle.
Für die erfolgreiche Entwicklung eines Kindes ist es von entscheidender Bedeutung, auch all diese Bereiche altersadäquat zu ‚durchlaufen‘. Bei Kindern, die sehbehindert oder blind sind, sollten diese während der sensiblen Phasen gezielt gefördert werden, da sonst eine ‚normale‘ Entwicklung bedroht sein kann. Eine bedeutende Forscherin in der Förderung von Kindern, die sehbehindert oder blind sind, war Lilli Nielsen, die auch diesbezügliche Lern-Materialien entwickelt hat.
Im klassischen O&M-Unterricht, den insbesondere spät erblindete Menschen im Rahmen einer Rehabilitationsmaßnahme absolvieren können, werden einerseits die Geh-Techniken mit dem Langstock erlernt, andererseits die übrigen Sinne trainiert: im Gehen muss die Stockspitze permanent und im Rhythmus der Schritte vor den Beinen hin- und hergeschwungen und an beiden Seiten kurz auf dem Boden aufgetippt werden, während Gehör-, Geruch, Temperatur-, Tast- und kinästhetischer Sinn der Orientierung dienen. Das Erlernen der Stockbewegungen erfüllen dabei alle Kriterien einer intensiven Instruktion, da das Erlernen der Bewegungen durch häufige Wiederholung automatisiert werden muss. Beim Schärfen der Sinne müssen, ähnlich wie beim Reafferenzprinzip, zwischen Signalen, die durch eigene Bewegung hervorgerufen, und den Signalen, die aus der Umwelt stammen (Exafferenzen), unterschieden werden können.
Zum Training gehört auch psychologische Unterstützung, insbesondere ist es nötig, Angst vor dem rollenden Verkehr zu bewältigen und Vertrauen in sein erworbenes Können aufzubauen. Andererseits muss jeder Langstockgeher seine Grenzen erkennen und auf seine Sicherheit zu achten lernen und darf auf keinen Fall riskante Aktionen starten. Vor diesem Hintergrund wird, je nach Begabung, Bedürfnissen und physischem Zustand, daher für jeden Auszubildenden ein individuell abgestimmtes Trainingsprogramm entwickelt.

## Der Mobilitätslehrer
Ein „Rehabilitationslehrer für Orientierung und Mobilität für Menschen, die sehbehindert oder blind sind“ wird landläufig „Mobilitätstrainer“ genannt, aber auch z. B. Mobi-Lehrer oder O&M-Trainer. Ein angehender Mobilitätslehrer muss während seiner Ausbildung praktisch täglich 1 bis 2 Stunden unter einer Augenbinde verbringen und innerhalb von mehreren Monaten eine komplette Schulung in Orientierung & Mobilität absolvieren. Nur so ist es ihr bzw. ihm möglich, die O&M-Techniken selber anzuwenden, bevor sie weitergegeben werden. Durch diese Methode wird weitestgehend verhindert, dass ein Mobilitätslehrer seine späteren Klienten oder Schüler unter- oder überfordert.
Neben diesen sehr praktischen Einheiten, deren Vermittlung sich über viele Monate erstreckt, müssen noch spezielle theoretische und didaktische Unterrichtseinheiten belegt werden. Nach einer erfolgreichen Schlussprüfung kann ein Mobilitätslehrer seinen Beruf ausüben. Die Arbeit wird dabei üblicherweise im Rahmen einer Anstellung an einer Blindenschule oder einer Rehabilitationseinrichtung ausgeübt, in Deutschland arbeiten auch freiberufliche Mobilitätslehrer.
Prinzipiell muss ein Mobilitätslehrer für die Schulung von Blinden selbst gut sehen können, weil er einerseits den Auszubildenden gezielt auffordert, alleine zu gehen, andererseits ihn schützt, indem er das (Verkehrs-)Geschehen überwacht und warnt. Insbesondere greift er in bedrohlichen Situationen ein, korrigiert Stockhaltungen und -techniken und kontrolliert den Lernfortschritt.

## Besonderheiten
Seit 2011 sind in Deutschland, Schweiz und besonders in Österreich blinde Mobilitätstrainer aus den USA nachgefragt, da sie die Menschliche Echoortung mit Klicksonar, den Umgang mit dem Langstock und Strategien zur Orientierung und Mobilität abgewandelt haben und dies aus der Perspektive und mit der Erfahrung eines blinden Anwenders vermitteln. In Österreich z. B. werden, durch Ministerialbeschluss von 2012, regelmäßig blinde US-amerikanische O&M-Trainer für die Aus- und Weiterbildung von blinden Menschen und deren O&M-Trainern eingesetzt.

## Bilder
(Aus dem O&M-Unterricht an der Zeune-Schule Berlin)

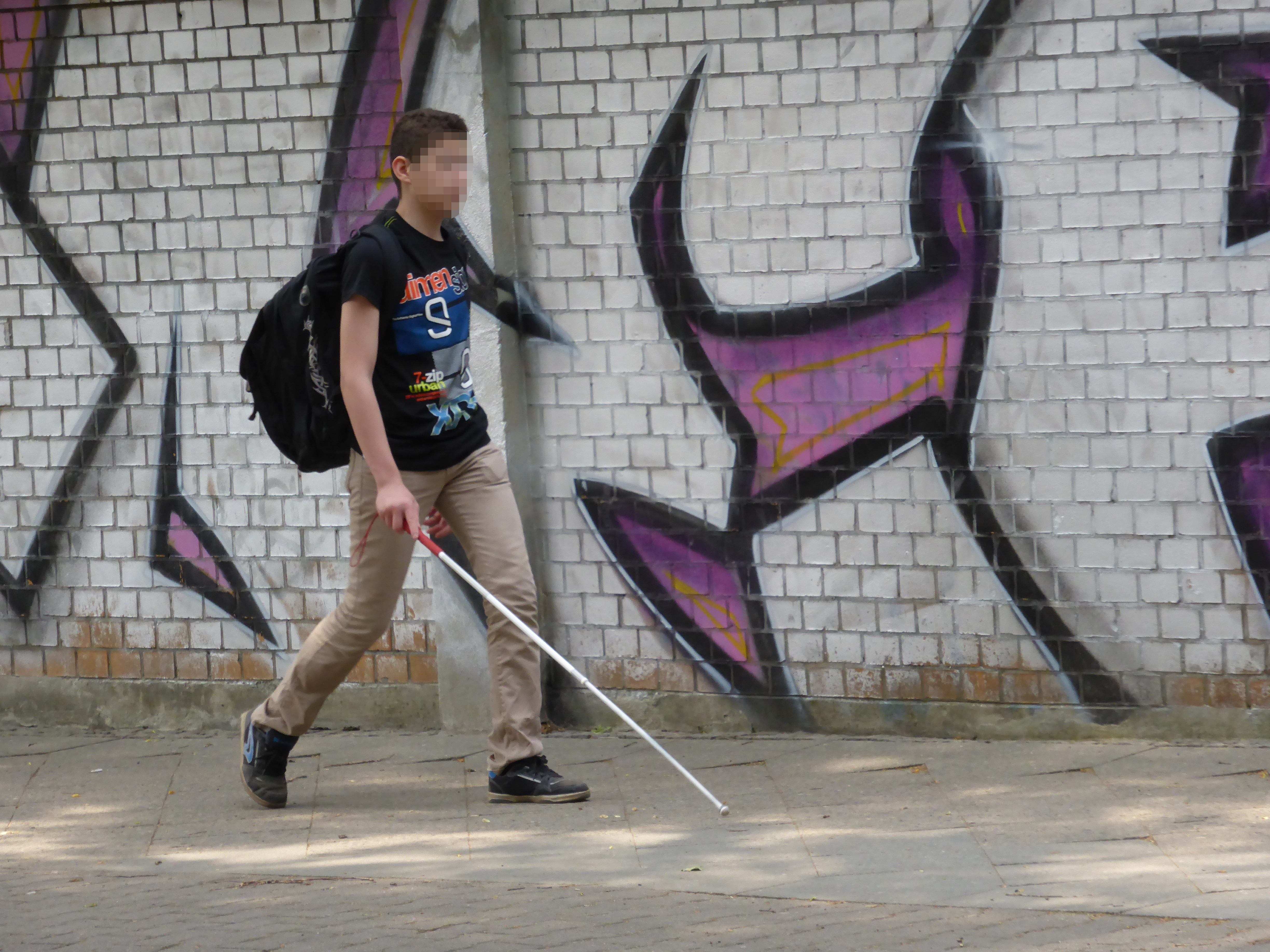
Zügiges Gehen mit der Tipptechnik.
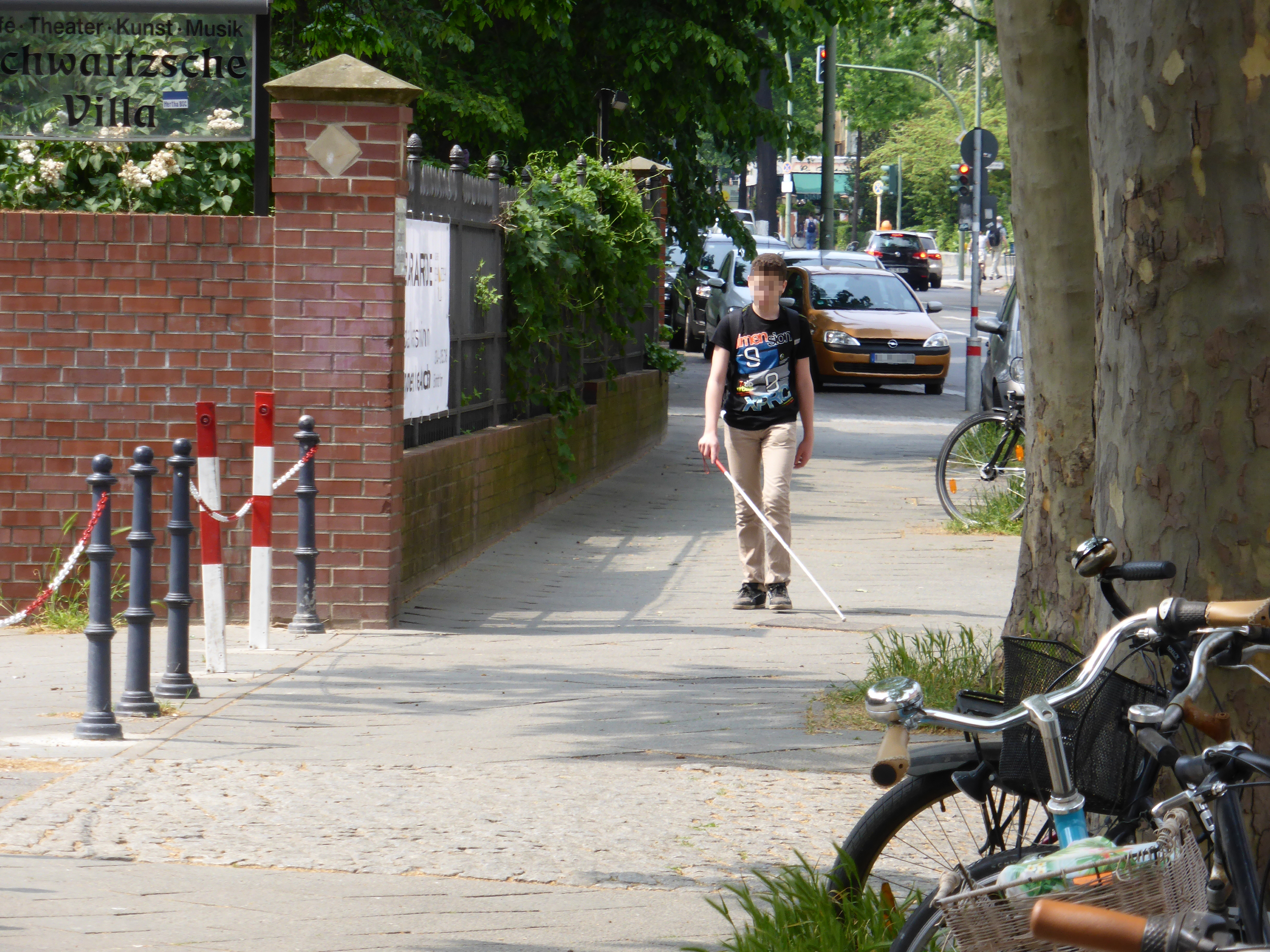
Verschiedene Pendeltechniken auf unterschiedlichen Bodenbelägen.
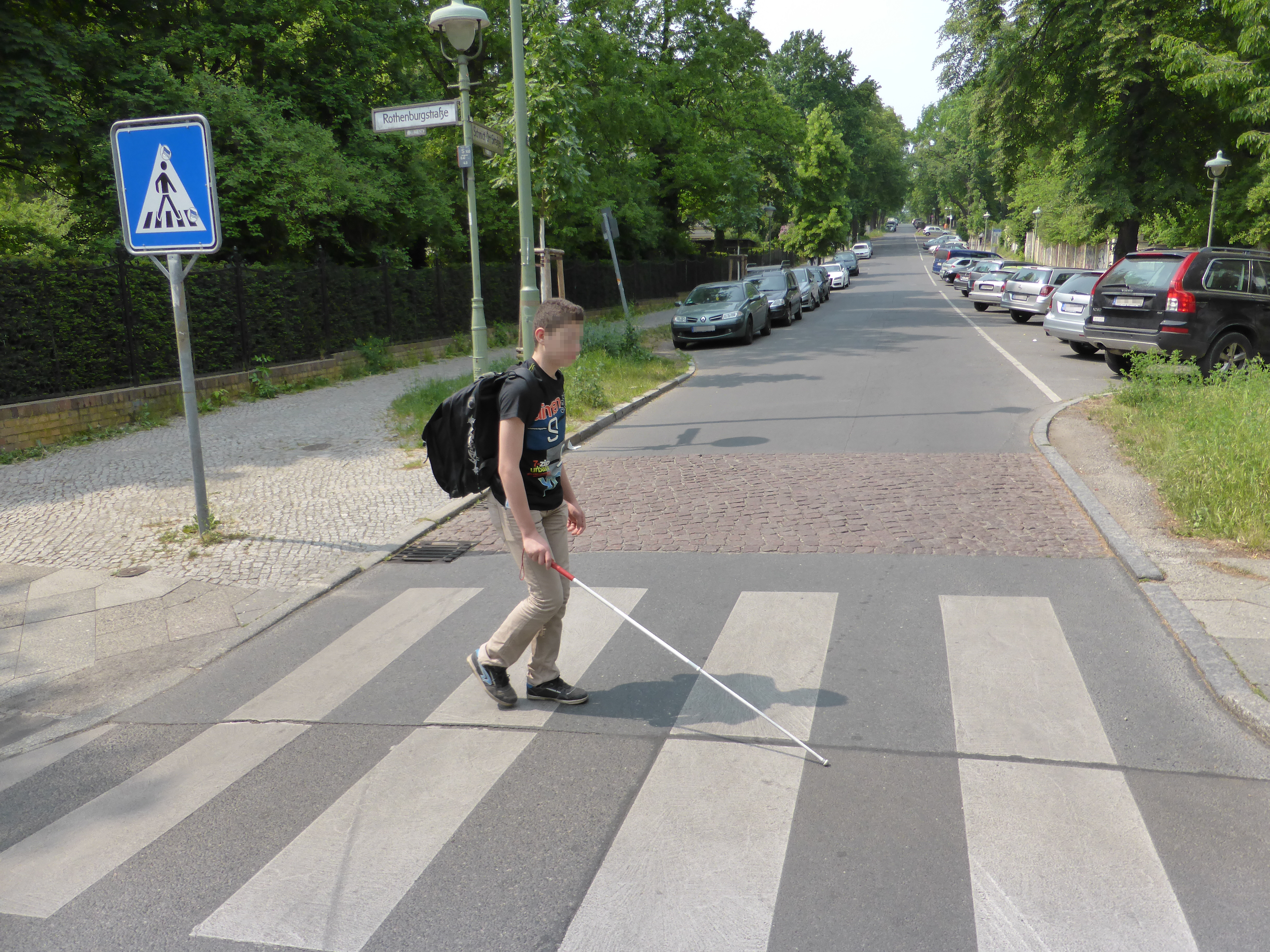
Überqueren auf einem Zebrastreifen neben einer Aufpflasterung, int. „schlafender Polizist“ genannt.
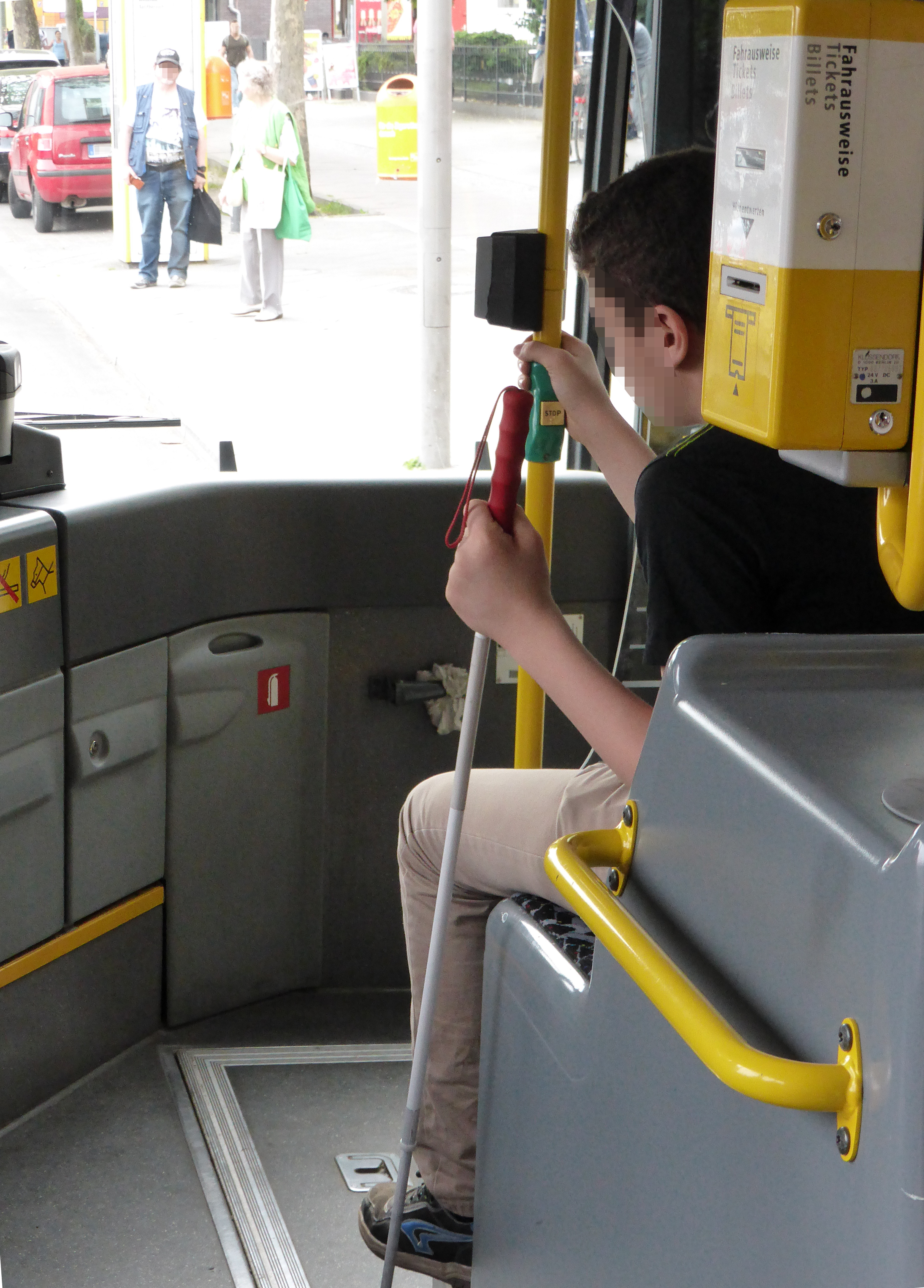
Benützen des für Sehbehinderte reservierten Sitzplatzes im BVG-Bus.